# Newton Bromswold
Newton Bromswold is een civil parish in het bestuurlijke gebied East Northamptonshire, in het Engelse graafschap Northamptonshire met 62 inwoners.